# Eric B. & Rakim
Eric B. & Rakim var en amerikansk hiphopduo som bestod av Eric B. (född Eric Barrier 8 november 1965 i Queens, New York City) som DJ och Rakim (född William Michael Griffin Jr. 28 januari 1968 i Long Island, New York) som MC. Duon var aktiv mellan 1986 och 1992 och är, tillsammans med bland andra Gang Starr, en av de absolut viktigaste pionjärerna för hiphopmusikens utveckling. Deras mest kända album är debutalbumet Paid in Full från 1987.

## Diskografi
Studioalbum
- 1987 – Paid in Full
- 1988 – Follow the Leader
- 1990 – Let the Rhythm Hit 'Em
- 1992 – Don't Sweat the Technique

Singlar
- 1986 - Eric B. Is President
- 1987 - I Ain't No Joke
- 1987 - I Know You Got Soul
- 1988 - Move the Crowd
- 1988 - Paid in Full
- 1988 - As the Rhyme Goes On
- 1988 - Follow the Leader
- 1988 - Microphone Fiend
- 1989 - The R
- 1990 - In the Ghetto
- 1990 - Let the Rhythm Hit 'Em
- 1991 - Mahogany
- 1991 - What's on Your Mind
- 1992 - Don't Sweat the Technique
- 1992 - Casualties of War
- 1992 - Juice (Know the Ledge)